# Campeonato Europeu de Hóquei em Patins Masculino de 1967
O Campeonato Europeu de 1967 foi a 28.ª edição do Campeonato Europeu de Hóquei em Patins.

## Participantes
| País               | Participação | Melhor Resultado                                                      |
| Portugal           | 23.ª         | Campeão (1947, 1948, 1949, 1950, 1952, 1956, 1959, 1961, 1963 e 1965) |
| Espanha            | 17.ª         | Campeão (1951, 1954, 1955 e 1957)                                     |
| Itália             | 26.ª         | Campeão (1953)                                                        |
| Holanda            | 14.ª         | 3.º Lugar (1963)                                                      |
| Suíça              | 28.ª         | 2.º Lugar (1937)                                                      |
| Inglaterra         | 28.ª         | Campeão (1926, 1927, 1928, 1929, 1930, 1931, 1932, 1934, 1936 e 1939) |
| Alemanha Ocidental | 24.ª         | 2.º Lugar (1932 e 1934)                                               |
| França             | 27.ª         | 2.º Lugar (1926, 1927, 1928, 1930 e 1931)                             |
| Bélgica            | 27.ª         | 2.º Lugar (1947)                                                      |
| ------------------ | ------------ | --------------------------------------------------------------------- |

## Resultados
|                    | Portugal | Espanha | Países Baixos | Itália | Suíça | Alemanha | França | Inglaterra | Bélgica |
| ------------------ | -------- | ------- | ------------- | ------ | ----- | -------- | ------ | ---------- | ------- |
| Portugal           |          | 1-0     | 5-2           | 10-1   | 1-1   | 4-3      | 5-1    | 11-1       | 2-0     |
| Espanha            |          |         | 6-1           | 2-1    | 11-0  | 4-0      | 15-1   | 4-0        | 12-0    |
| Holanda            |          |         |               | 5-4    | 2-1   | 5-1      | 7-2    | 9-1        | 8-1     |
| Itália             |          |         |               |        | 3-3   | 1-1      | 9-1    | 4-1        | 5-2     |
| Suíça              |          |         |               |        |       | 1-1      | 3-3    | 5-3        | 2-1     |
| Alemanha Ocidental |          |         |               |        |       |          | 1-2    | 5-2        | 6-1     |
| França             |          |         |               |        |       |          |        | 5-2        | 0-1     |
| Inglaterra         |          |         |               |        |       |          |        |            | 9-0     |
| Bélgica            |          |         |               |        |       |          |        |            |         |

## Classificação final
| Lugar | Seleção            | J | V | E | D | P  | GM | GS | Dif. |
| ----- | ------------------ | - | - | - | - | -- | -- | -- | ---- |
|       | Portugal           | 8 | 7 | 1 | 0 | 15 | 39 | 9  | +30  |
|       | Espanha            | 8 | 7 | 0 | 1 | 14 | 54 | 4  | +50  |
|       | Holanda            | 8 | 6 | 0 | 2 | 12 | 39 | 21 | +18  |
| 4     | Itália             | 8 | 3 | 2 | 3 | 8  | 28 | 25 | +3   |
| 5     | Suíça              | 8 | 2 | 3 | 3 | 7  | 16 | 25 | -9   |
| 6     | Alemanha Ocidental | 8 | 2 | 2 | 4 | 6  | 18 | 20 | -2   |
| 7     | França             | 8 | 2 | 1 | 5 | 5  | 14 | 43 | -29  |
| 8     | Inglaterra         | 8 | 1 | 0 | 7 | 2  | 19 | 43 | -24  |
| 9     | Bélgica            | 8 | 1 | 0 | 7 | 2  | 6  | 43 | -37  |

| Campeões Europeus 1967 |
| ---------------------- |
| Portugal               |
| PORTUGAL 11.º Título   |